# Celerena hirtipes
Celerena hirtipes là một loài bướm đêm trong họ Geometridae.